# 2020-21シーズンのFリーグ
2020-21年シーズンのFリーグは、2020年9月 - 2021年3月まで行われた14回目のFリーグである。1部は名古屋オーシャンズが4シーズン連続13回目の優勝を果たした。

## 概要
前季F2優勝したY.S.C.C.横浜と2位のボルクバレット北九州がF1昇格。代わってF1ライセンスを取れなかったヴォスクオーレ仙台がF2降格した（Fリーグ選抜は今回から不参加）。その後ヴォスクオーレ仙台はクラブの財政⾯⽴て直しを図る為、2020-21シーズンのリーグ戦には参⼊しないことが決定。F2リーグは6チームで行われることとなった。
当初は5月30日に開幕予定だったが、新型コロナウイルスの感染拡大のため延期となった。また開幕前に行われていたオーシャンカップも中止が決定した。
そしてリーグ開幕をに9月以降の開幕を予定とすることとなった。
2020年7月29日、F1リーグを2020年9月5日に、F2リーグを2020年9月13日にそれぞれ開幕することを発表。

## 参加クラブ
参加クラブは以下の通りになる。
- F1
  - エスポラーダ北海道
  - バルドラール浦安
  - フウガドールすみだ
  - 立川・府中アスレティックFC
  - ペスカドーラ町田
  - Y.S.C.C.横浜
  - 湘南ベルマーレ
  - ボアルース長野
  - 名古屋オーシャンズ
  - シュライカー大阪
  - ボルクバレット北九州
  - バサジィ大分

- F2
  - トルエーラ柏
  - ヴィンセドール白山
  - アグレミーナ浜松
  - デウソン神戸
  - 広島エフ・ドゥ
  - ポルセイド浜田

## 大会スケジュール
- F1
  - レギュラーシーズン 2020年9月5日 - 2021年3月14日[4]
  - プレーオフ なし
- F2
  - レギュラーシーズン 2020年9月13日 - 2021年1月24日[4]

## レギュレーション
開催方式は2020年8月20日に発表された。
- F1、F2ともに2回総当たり。
- 新型コロナウイルスの感染拡大を受け、全試合が開催できなかった場合は、次の順序で順位を決定するものとする。
  1. F1では各チームが16試合、F2では各チームが7試合を実施できた場合、開幕から数えてその試合数での成績
  2. 各チームが1回戦総当たりを実施できた場合、その成績
  3. 上記のいずれにも達しないチームがあった場合は、順位を決定しない。
- F1とF2の入れ替えは、上記の方法で双方のリーグの順位が決定できた場合に行う。原則として入替戦を実施する。

## 結果

### ディビジョン1
| 順 | チーム                     | 試 | 勝 | 分 | 敗 | 得 | 失  | 差  | 点 | 昇格または出場権 |
| -- | -------------------------- | -- | -- | -- | -- | -- | --- | --- | -- | ---------------- |
| 1  | 名古屋オーシャンズ (C)     | 22 | 19 | 2  | 1  | 86 | 42  | +44 | 59 |                  |
| 2  | バサジィ大分               | 22 | 14 | 3  | 5  | 84 | 50  | +34 | 45 |                  |
| 3  | ペスカドーラ町田           | 22 | 12 | 4  | 6  | 80 | 66  | +14 | 40 |                  |
| 4  | 湘南ベルマーレ             | 22 | 12 | 3  | 7  | 73 | 50  | +23 | 39 |                  |
| 5  | 立川・府中アスレティックFC | 22 | 12 | 3  | 7  | 72 | 64  | +8  | 39 |                  |
| 6  | フウガドールすみだ         | 22 | 9  | 6  | 7  | 72 | 70  | +2  | 33 |                  |
| 7  | シュライカー大阪           | 22 | 9  | 3  | 10 | 55 | 50  | +5  | 30 |                  |
| 8  | バルドラール浦安           | 22 | 8  | 4  | 10 | 68 | 69  | −1  | 28 |                  |
| 9  | ボルクバレット北九州       | 22 | 8  | 2  | 12 | 59 | 70  | −11 | 26 |                  |
| 10 | エスポラーダ北海道         | 22 | 4  | 6  | 12 | 49 | 61  | −12 | 18 |                  |
| 11 | Y.S.C.C.横浜               | 22 | 2  | 3  | 17 | 39 | 79  | −40 | 9  |                  |
| 12 | ボアルース長野             | 22 | 2  | 3  | 17 | 45 | 111 | −66 | 9  | 入替戦に出場     |

出典: http://www.fleague.jp/score/teamrank.html
順位の決定基準: 1. 得失点差, 2. 総得点数, 3. 当該クラブ間の対戦成績（勝点→得失点差→総得点数）, 4. 抽選.

### ディビジョン2
| 順 | チーム             | 試 | 勝 | 分 | 敗 | 得 | 失 | 差  | 点 | 昇格または出場権 |
| -- | ------------------ | -- | -- | -- | -- | -- | -- | --- | -- | ---------------- |
| 1  | トルエーラ柏 (C)   | 10 | 10 | 0  | 0  | 49 | 10 | +39 | 30 | 入替戦に出場     |
| 2  | デウソン神戸       | 10 | 6  | 1  | 3  | 31 | 19 | +12 | 19 |                  |
| 3  | 広島エフ・ドゥ     | 10 | 5  | 2  | 3  | 28 | 24 | +4  | 17 |                  |
| 4  | アグレミーナ浜松   | 10 | 4  | 0  | 6  | 23 | 32 | −9  | 12 |                  |
| 5  | ヴィンセドール白山 | 10 | 3  | 1  | 6  | 26 | 34 | −8  | 10 |                  |
| 6  | ポルセイド浜田     | 10 | 0  | 0  | 10 | 13 | 51 | −38 | 0  |                  |

出典: http://www.fleague.jp/score2/teamrank.html
順位の決定基準: 1. 得失点差, 2. 総得点数, 3. 当該クラブ間の対戦成績（勝点→得失点差→総得点数）, 4. 抽選.

### 入替戦
入替戦は以下の通り行うものの、2021年3月7日にトルエーラ柏のF1ライセンス不交付（F2ライセンスの交付となった）が決定したため、試合結果に関わらず入れ替えは行わない。そして3月11日に入替戦そのものの中止を発表。
| 2021年3月13日 14:00 |

| ボアルース長野 | v | トルエーラ柏 |
|                |   |              |

| 駒沢オリンピック公園総合運動場屋内球技場, 世田谷区 観客数: 0 |

| 2021年3月14日 16:30 |

| ボアルース長野 | v | トルエーラ柏 |
|                |   |              |

| 駒沢オリンピック公園総合運動場屋内球技場, 世田谷区 |

## 得点ランキング

### 1部
| 順位   | 選手名                   | チーム名           | 得点 |
| ------ | ------------------------ | ------------------ | ---- |
| 得点王 | 長坂拓海                 | バルドラール浦安   | 23   |
| 得点王 | クレパウジ・ヴィニシウス | ペスカドーラ町田   | 23   |
| 得点王 | ペピータ                 | 名古屋オーシャンズ | 23   |
| 4      | ガリンシャ               | フウガドールすみだ | 19   |
| 4      | ロドリゴ                 | 湘南ベルマーレ     | 19   |
| 6      | 室田祐希                 | ペスカドーラ町田   | 16   |
| 7      | 森洸                     | バサジィ大分       | 15   |
| 7      | 加藤竜馬                 | バルドラール浦安   | 15   |
| 9      | 本田真琉虎洲             | 湘南ベルマーレ     | 14   |
| 9      | アルトゥール             | 名古屋オーシャンズ | 14   |

### 2部
| 順位   | 選手名     | チーム名           | 得点 |
| ------ | ---------- | ------------------ | ---- |
| 得点王 | 佐藤建也   | トルエーラ柏       | 10   |
| 2      | 佐々木諒   | 広島エフ・ドゥ     | 8    |
| 2      | 武石高弘   | デウソン神戸       | 8    |
| 4      | 中村友亮   | トルエーラ柏       | 7    |
| 4      | 野村啓介   | トルエーラ柏       | 7    |
| 6      | 新後司     | 広島エフ・ドゥ     | 5    |
| 6      | 渡辺大輔   | 広島エフ・ドゥ     | 5    |
| 6      | 永村八一   | ヴィンセドール白山 | 5    |
| 6      | 長谷大地   | デウソン神戸       | 5    |
| 6      | 山田翔司   | トルエーラ柏       | 5    |
| 6      | 津田京一郎 | ヴィンセドール白山 | 5    |
| 6      | 白方秀和   | トルエーラ柏       | 5    |

## 個人表彰・ベストファイブ
2021年3月14日に個人表彰が発表された。
| 賞                  | POS                 | 受賞者                   | 所属               |
| ------------------- | ------------------- | ------------------------ | ------------------ |
| F1最優秀選手（MVP） | F1最優秀選手（MVP） | ペピータ                 | 名古屋オーシャンズ |
| F2最優秀選手（MVP） | F2最優秀選手（MVP） | 中村友亮                 | トルエーラ柏       |
| ベストファイブ      | GK                  | フィウーザ               | 湘南ベルマーレ     |
| ベストファイブ      | GK                  | 篠田龍馬                 | 名古屋オーシャンズ |
| ベストファイブ      | FP                  | 室田祐希                 | ペスカドーラ町田   |
| ベストファイブ      | FP                  | ガリンシャ               | フウガドールすみだ |
| ベストファイブ      | FP                  | オリベイラ・アルトゥール | 名古屋オーシャンズ |
| ベストファイブ      | FP                  | ペピータ                 | 名古屋オーシャンズ |
| 新人賞              | 新人賞              | 毛利元亮                 | ペスカドーラ町田   |
| 最優秀審判員賞      | 最優秀審判員賞      | 小林裕之                 | 小林裕之           |
| 特別功労賞          | 特別功労賞          | 久光重貴                 | 湘南ベルマーレ     |